# Роблес, Дайрон
Да́йрон Ро́блес (исп. Dayron Robles; 19 ноября 1986, Гуантанамо, Куба) — кубинский спринтер,  олимпийский чемпион, бывший рекордсмен мира в беге на 110 метров с барьерами (12,87 сек).

## Карьера
В большом спорте с 2003 года, в 2004 году стал серебряным призёром молодёжного чемпионата мира, в 2006 году вновь стал обладателем серебряной медали уже на взрослом чемпионате мира в закрытых помещениях в Москве. В 2007 году выиграл золотые медали на Чемпионате Центральной Америки и стран Карибского бассейна по лёгкой атлетике и на легкоатлетическом турнире Панамериканских игр. В 2008 году выиграл Олимпийское золото в Пекине с результатом —  12.93 секунды в финале.
На чемпионате мира 2011 года в Тэгу Роблес финишировал первым, однако через несколько минут был дисквалифицирован, так как при преодолении двух последних барьеров задевал рукой Лю Сяна, сбив того с ритма.